# Mannish Boy
«Mannish Boy» es un estándar de blues escrito por Muddy Waters, Mel London y Bo Diddley. Grabado por primera vez en 1955 por Waters, sirve como una “canción de respuesta” a «I'm a Man» de Bo Diddley, que a su vez se inspiró en «Hoochie Coochie Man» de Waters y Willie Dixon. «Mannish Boy» presenta una figura de tiempo de parada repetitiva en un acorde a lo largo de la canción.
Aunque la canción contiene alardes sexuales, su repetición de “I'm a man, I spell M, A child, N” (lit. “Soy un hombre, deletreo M, Un niño, N”) se entendió como política. Waters había dejado recientemente el Sur para Chicago. “Al crecer en el sur, los afroamericanos nunca [serían] referidos como hombres, sino como ‘niño’. En este contexto, la canción [es] una afirmación de la masculinidad negra”.

## Grabaciones y lanzamientos

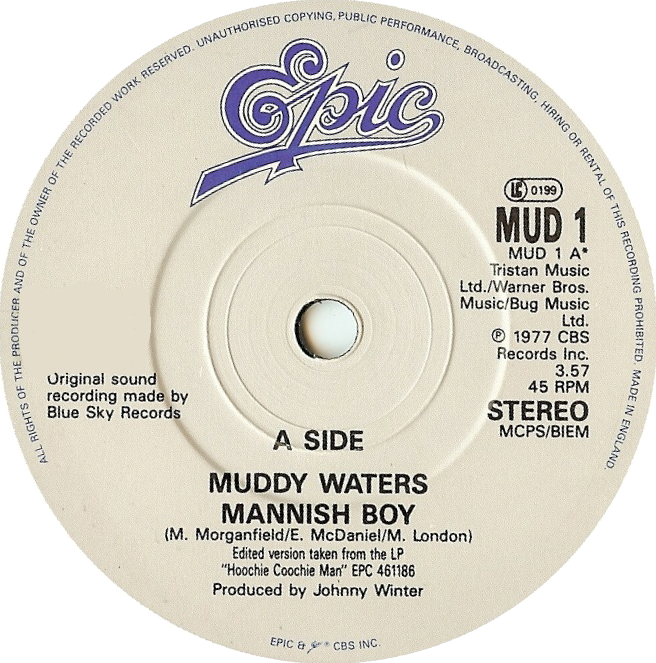
Lado A del lanzamiento de sencillo en el Reino Unido, 1988.

Muddy Waters grabó la canción por primera vez en Chicago el 24 de mayo de 1955. Es su única grabación entre enero de 1953 y junio de 1957 que no incluyó a Little Walter en la armónica (quien estaba de gira apoyando su entonces número uno «My Babe» y por lo tanto no disponible para la sesión de grabación) y es una de las pocas grabaciones de estudio con Junior Wells. Waters también es acompañado por Jimmy Rogers en la guitarra, Fred Below en la batería y un coro femenino no identificado.
Waters regrabó varias veces «Mannish Boy» durante su carrera. En 1968, lo grabó para el álbum Electric Mud en el intento de Marshall Chess de atraer el mercado del rock. Después de dejar Chess Records, lo grabó para el álbum Hard Again de 1977 que fue producido por Johnny Winter. Una versión en vivo aparece en Muddy “Mississippi” Waters – Live (1979). Waters también la interpretó en el concierto de despedida de The Band, The Last Waltz, y la actuación está incluida en el documental del concierto, así como en la banda sonora de la película del mismo nombre.

## Rendimiento comercial y reconocimiento
La canción alcanzó el puesto #5 durante una seis semanas en la lista Billboard Hot R&B/Hip-Hop Songs. La canción fue la única aparición de Muddy Waters en la lista de sencillos del Reino Unido, alcanzando el puesto #51 en 1988.
En 1986, la versión original de la canción fue incluida en la categoría “clásicos de grabaciones de blues” del Salón de la Fama del Blues. También se incluyó en la lista del Salón de la Fama del Rock and Roll de las “500 canciones que dieron forma al rock and roll”. «Mannish Boy» ocupa el puesto #425 en la lista de las “500 mejores canciones de todos los tiempos” de la revista Rolling Stone.